# Smedjehus
Smedjehus är en ort i Björnekulla socken i Åstorps kommun i Skåne län. Till och med 2005 klassade SCB Smedjehus som en småort.